# Сухолужжя
Сухолу́жжя (до 14.11.1945 Сухі Чаїри) — село Мологівської сільської громади, Білгород-Дністровський район Одеської області, Україна. Населення становить 1127 осіб.
7 червня 1983 р. села Сухолужжя і Заливне об'єднані в одне село Сухолужжя.

## Населення
Згідно з переписом 1989 року населення села становило 1102 особи, з яких 511 чоловіків та 591 жінка.
За переписом населення 2001 року в селі мешкало 1130 осіб.

### Мова
Розподіл населення за рідною мовою за даними перепису 2001 року:
| Мова       | Відсоток |
| ---------- | -------- |
| українська | 92,72 %  |
| російська  | 5,15 %   |
| вірменська | 0,89 %   |
| болгарська | 0,53 %   |
| молдовська | 0,53 %   |
| білоруська | 0,09 %   |
| гагаузька  | 0,09 %   |